# 久松郁実
久松 郁実（ひさまつ いくみ、1996年（平成8年）2月18日 - ）は、日本のタレント、モデル、女優。東京都出身。イリューム（インセントグループ）所属。

## 略歴
- 原宿でのスカウトをきっかけに、2008年より雑誌『Hana* chu→』の専属モデルとして活動した[5]。
- 2012年8月発売の『CanCam』10月号より同誌の専属モデルとなる[6]。また、同号で結成された「恋味派」のメンバーとなる[7]。
- 2013年11月 - 2014年度三愛水着イメージガールに就任した[8][9]。
- 2014年3月 - 日本女子体育大学附属二階堂高等学校卒業
- 2014年4月 - 亜細亜大学経営学部に進学した[10]。
- 2019年4月23日発売の『CanCam』6月号をもって、同誌の専属モデルを卒業[11]。
- 2020年4月26日 - ゴルフ関連のYouTubeチャンネル「IKUMI GOLF」を開設[12]。
- 2020年12月22日 - 新型コロナウイルスへの感染を公表[13]。同12月18日に味覚・嗅覚異常を発症し、同20日にPCR検査を受け、同21日に陽性の診断を受けた[14]。
- 2021年6月13日 - 前年秋に会社経営の一般男性と結婚していたことが明らかとなった[15]。同6月14日、自身のInstagramを更新し、結婚したことを報告した[16]。
- 2024年3月1日、第1子女児出産を発表[17]。

## 人物
中学時代はバスケットボール部に所属 。
ももいろクローバーZ、モーニング娘。などアイドルが大好きで、自分のプレーヤーにはアイドルの曲ばかりが入っているという。“勝負曲”はモーニング娘。の「シャボン玉」で、三愛の最終オーディションの前にも聴いていたという。
本人いわく、運動するとすぐ筋肉が付くという筋肉質。毎日1時間歩いているという。特技は遠泳で、ダイビングのライセンス (NAUI) を取得している。過去にはなぎなたを習っていた。
好きなタイプの男性は、西島秀俊。
Flower、E-girlsメンバーの坂東希とは『Hana* chu→』の時から親交があり、坂東のことを“妹分”と称している。
同じ事務所で同年代の久慈暁子、松元絵里花とは仲がいい。
2017年に系列事務所に移籍した岩﨑名美とも『Hana*chu→』時代から親交がある。
2015年5月下旬以降、“和製ケイト・アプトン”と称されている。
目標とする人物に小島瑠璃子を挙げており、テレビドラマ『コック警部の晩餐会』で小島と共演を果たした。

## 作品

### 映像作品
※タイトル太字はBD版のあるもの
- 19（いく）（DVD 2015年5月22日・BD 2016年6月1日、リバプール）本編79分+特典映像10分・DVDリージョン2
- i（アイ）（2016年2月18日、ハピネット・ピクチャーズ）本編82分・オーディオコメンタリー有り
- 193（いくみ）（DVD 2016年9月30日・BD 2017年7月21日、リバプール）本編83分+特典映像20分・オーディオコメンタリー有り・DVDリージョン2
- 久松郁実 それいく！ in ニューカレドニア（DVD・BD共 2017年2月18日、BSフジ / ハピネット・ピクチャーズ）本編80分+特典映像10分・DVDリージョン2
- いくみんのスポコス "I LOVE SPORTS!"（DVD 2017年9月20日・BD 2017年9月22日、リバプール）本編82分+特典映像DVD10分 / BD12分・DVDリージョン2
- いくみん〜IQ→S391HJ062007〜（DVD 2017年12月1日・BD 2018年11月23日、リバプール）本編92分+特典映像14分・DVDリージョン2
- 大スキ♡（DVD・BD共 2019年3月29日、BSフジ / TCエンタテインメント）本編96分+特典映像8分[注釈 2]・DVDリージョン2

## 出演

### テレビドラマ
- 13歳のハローワーク 第1話（2012年1月13日、テレビ朝日） - 女子高校生 役
- GTO（2014年7月8日 - 9月16日、関西テレビ・フジテレビ） - 前畑由亜 役
- ごめんね青春!（2014年10月12日 - 12月21日、TBS） - 佐久間りえ 役[34]
- ラブラブエイリアン（2016年7月14日 - 9月29日、フジテレビ） - 笠原チズル 役[35]
- 闇金ウシジマくん Season3（2016年7月17日 - 9月18日、毎日放送・TBS） - エリカ 役
- コック警部の晩餐会（2016年10月20日 - 12月22日、TBS） - 桃 役
- 超入門!落語 THE MOVIE 夏スペシャル 第一夜「茄子娘」（2017年8月14日、NHK総合） - 茄子の精 役
- 刑事ゆがみ 第8話（2017年11月30日、フジテレビ） - キララ 役
- ラブラブエイリアン2（2018年1月23日 - 3月13日、フジテレビ） - 笠原チズル 役
- KISSしたい睫毛（2018年3月3日 - 3月27日、フジテレビ） - 主演・飯山由愛 役[36]
- 彼氏をローンで買いました（2018年8月10日 - 9月28日、フジテレビ） - 飯山由愛 役[37]
- 深夜のダメ恋図鑑（2018年10月7日 - 12月9日、朝日放送テレビほか） - 主演・福間千代 役[注釈 3]
- 全身刑事（2020年2月2日、テレビ朝日） - ヒロイン・名瀬菜乃花 役
- 警視庁強行犯係・樋口顕 最終話 焦燥（2021年2月19日、テレビ東京） - 蓮美恭子 役
- 山村美紗サスペンス「小説家探偵 鍋島仙太」最終話（2021年3月28日、BS日テレ） - 愛華 役

### テレビ番組
- Nコンマガジン「ハモリ隊」（2011年、NHK教育） - ハモリ隊隊長
- 痛快TV スカッとジャパン（フジテレビ）
  - 胸キュンスカッと「サイテーな元彼」（2015年10月12日）
  - 「すぐ撮るスマホ女子」（2015年11月23日）
  - 胸キュンスカッと「押忍！恋の応援団部」（2016年5月16日）
  - 恐怖！女の職場スカッと「裏表の激しいオンナ」（2017年3月6日）
- LOVE☆GOL（2016年4月1日 - 2018年3月30日、サンテレビ） - レギュラー
- めざましテレビ 「イマドキ」（2013年4月1日 - 2015年3月25日、フジテレビ） - イマドキガール
- ポンコツ&さまぁ〜ず → 超ポンコツさまぁ〜ず（2014年10月25日 - 2017年3月25日、テレビ東京） - 準レギュラー・ポンコツガール
- SUMMER GIRLS in NANANA BEACH（2015年7月30日 - 8月28日、テレビ東京） - 筧美和子、佐原モニカとともにMC[39]
- 久松郁実 ハタチまでにシタイこと（2016年1月8日 - 3月26日、BSフジ）
- 美マッスル on the Beach -いい女をつくる夏・2016-（2016年7月13日 - 8月24日、テレビ東京） - MC[40]
- 久松郁実 旅いくっ！ in ニューカレドニア（2017年1月6日 - 2月11日、BSフジ）[41]
- 太川蛭子の旅バラ ローカル鉄道寄り道旅「伊勢原～箱根・強羅」（2019年10月16日、テレビ東京）

### ラジオ番組
- アッパレやってまーす!（2016年4月5日 - 2018年4月3日、MBSラジオ） - 火曜レギュラー
- オレたちやってマンデー（2018年4月2日 - 、MBSラジオ）

### CM
- みっくちゅじゅーちゅ（2015年、日本サンガリアベバレッジカンパニー）

### 映画
- 携帯彼氏（2009年、GONZO・シナジー） - 長内和恵 役
- 青鬼 ver.2.0（2015年、AMGエンタテインメント） - 美香 役[42]
- 東京PRウーマン（2015年） - 三田村佐紀 役[43]
- 桜ノ雨（2016年、AMGエンタテインメント） - 美月瑠華 役[44]
- 白鳥麗子でございます! THE MOVIE（2016年、エスピーオー） - 桝田留美 役
- 土竜の唄 香港狂騒曲（2016年） - チーリン 役

### 配信番組
- 明治「乳たんぱく質系バラエティー『いくミルプロTV』」（2015年8月 - 9月） - MC・いくみ 役
- 恋愛学部交流会 ラブ/キャンパス （2018年1月28日 - 3月25日、AbemaTV） - MC
- シモネタGP（2018年10月1日 - 11月26日、AbemaTV） - 審査委員

### 配信ドラマ
- NTTドコモ携帯ドラマ「あともう一歩〜無限ループ∞受験生〜」（2010年 - ） - 黒沢エリカ 役
- ガキ☆ロック～浅草六区人情物語～（2017年4月14日、Amazon Prime Videoにて配信） - ヒロイン・今日子 役

- ROAD TO EDEN（2017年10月 - 12月、フジテレビオンデマンド / 2018年1月 - 、フジテレビ） - アリス 役[45]
- 炎の転校生 REBORN 第8話（2017年11月10日、Netflixにて配信、ジャニーズWEST主演） - ぴかり 役

### ゲーム
- 野球つく!!（2016年6月 - 、セガゲームス） - 秘書 役

### カタログ
- プチベリー（2009年 - 、ニッセン）
- なかよし共和国（2010年 - 、ニッセン）

### ファッションショー
- 東京ガールズコレクション 2014 AUTUMN/WINTER（2014年9月6日、さいたまスーパーアリーナ）
- SHIZUOKA COLLECTION 2015 Autumn/Winter（2015年9月19日、グランシップ）

### イベント
- K-1 AWARDS 2020（2021年2月10日） - MC

### その他
- 2014年度三愛水着イメージガール
- 警視庁・東京防犯協会連合会「平成28年 全国地域安全運動」東京都版ポスター（2016年10月11日 - 20日）
- 中央労働災害防止協会「全国安全週間」ポスター（2017年7月1日 - 7日）
- 警察庁・財務省・経済産業省・国土交通省「第18次自動車盗難防止キャンペーン」イメージモデル（2018年10月7日 - 20日）

## 書籍

### 雑誌
- Hana* chu→（2008年9月1日 - 2011年4月1日、主婦の友社） - 専属モデル。
- CanCam（2012年8月23日（10月号） - 2019年4月23日（6月号）、小学館） - 専属モデル[11]。

### 写真集
- La iku（2015年11月19日、講談社） - 撮影：樂滿直城 ISBN 978-4-06-364977-2[46]
- 久松郁実デジタルフォトブック『Juicy Body』（2017年11月24日、小学館） - 「久松郁実カレンダー2018」の未公開カットを収録[47]
- LA（2018年10月26日、講談社） - 撮影：LUCKMAN（樂滿直城） ISBN 978-4-06-513625-6[48]

### カレンダー
- 久松郁実 2015カレンダー（2014年10月15日、TRY-X Corporation）[49]
- 久松郁実 2016年 カレンダー（2015年10月17日、トライエックス）[50]
- 久松郁実 2017年 カレンダー（2016年、トライエックス）[51]
- 久松郁実カレンダー2018（2017年10月27日、小学館）[52]